# Balduino de Ibelín (fallecido en 1313)
Balduino de Ibelín (en francés: Baudouin d'Ibelin; muerto en 1313) fue el señor de Korakou y Vitsada.
Era hijo de Juan de Ibelín e Isabel du Rivet.
Se casó con Margarita de Gibelet y tuvieron:
Isabel de Ibelín, que se casó con su primo Guido de Ibelín (1286–1308).